# Benjamin Huntsman
Benjamin Huntsman (ur. 4 czerwca 1704 r. w Lincolnshire, zm. 20 czerwca 1776 r. w Attercliffe) – angielski wynalazca, twórca nowego typu stopu stali, który był bardziej jednorodny niż poprzednie rodzaje stopów. Z zawodu zegarmistrz w Doncaster.

## Życiorys
Urodzony 4 czerwca 1704 roku w Lincolnshire. Huntsman był trzecim synem kwakierskiego farmera Wiliama Huntsmana. Pochodził z rodziny imigrantów z Niemiec, którzy przybyli do Wielkiej Brytanii krótko przed jego urodzeniem. Od dziecka wykazywał talent do mechaniki. W młodości opuścił rodzinne Sheffield i założył zakład zegarmistrzowski w Doncaster, praktykował także jako chirurg, optyk i mechanik. Zajmował się także miejskim zegarem na zlecenie lokalnych władz. Jak większość rzemieślników w tamtych czasach sprowadzał stal z Niemiec, jednak nie mógł pozyskać stopów zadowalających dla produkcji sprężyn i wahadeł.
Z tego powodu zaczął eksperymenty z własną produkcją, ale borykał się z problemami technicznymi, dlatego w 1740 roku przeniósł się do Sheffield, gdzie miał dostęp do lepszych surowców. Tam też otworzył zakład produkcji stali do zegarów i sprężyn. Ponieważ jego stal była twarda, miejscowi przedsiębiorcy zaczęli jej używać, gdy zauważyli, że dobrze nadaje się do produkcji sztućców, jednak początkowo nie spotkał się z zainteresowaniem i zmuszony był sprzedawać swoją stal do Francji. W 1770 roku zapotrzebowanie na jego surowiec gwałtownie wzrosło i Huntsman przeniósł zakład do Attercliffe, gdzie z czasem powstało zagłębie hutnicze. W 1740 roku opracował także brzytwę, która ma składane i chowane do obudowy ostrze.
Huntsman nie opatentował swojej technologii. Odrzucił zaproszenie do Royal Society, ponieważ uznał to za sprzeczne z ideami, które wyznawał jako członek kwakrów.
Zmarł 20 czerwca 1776 roku w Attercliffe i został pochowany na miejscowym cmentarzu, w grobie, w którym spoczywała już jego żona.